# Eulália de Espanha
Eulália de Bourbon (nome completo: Maria Eulália Francisca de Assis Margarida Roberta Isabel Francisca de Paula Cristina Maria da Piedade; Madrid, 12 de fevereiro de 1864 - Irun, 8 de março de 1958) foi uma infanta de Espanha e duquesa da Galliera. Filha mais nova da rainha Isabel II de Espanha e de seu consorte Francisco de Assis de Espanha, ficou conhecida como a "Infanta Republicana" por desafiar a família real com suas ideias progressistas.
Conhecida pela sua vida errante e por ter protagonizado vários escândalos, Eulália teve uma relação difícil com a sua irmã, Isabel (La Chata), o seu marido António de Orleães e Bourbon e o seu sobrinho, o rei Afonso XIII, que chegou a exilar durante dez anos. Também escreveu vários livros e as suas próprias memórias onde relata as suas viagens pela Europa e os conhecimentos que travou com vários monarcas do seu tempo.

## Início de vida

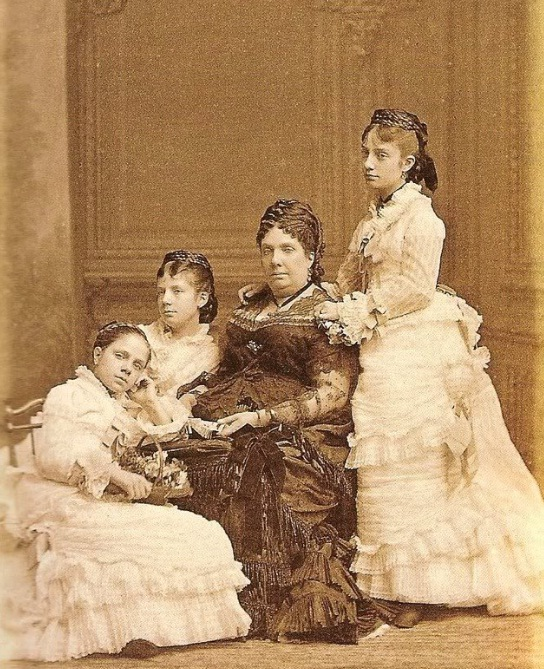
Eulália (1.ª esq.) com a mãe e as irmãs Paz e Pilar

Nascida em 12 de fevereiro de 1864 no Palácio Real de Madrid, era a mais nova dos cinco filhos de Isabel II de Espanha e de seu consorte Francisco de Assis de Espanha, duque de Cádis (embora a sua verdadeira paternidade seja atribuída ao político e escritor Miguel Tenorio de Castilla), que sobreviveram até a idade adulta. Ela foi batizada em 14 de fevereiro de 1864 com os nomes de "Maria Eulália Francisca de Assis Margarida Roberta Isabel Francisca de Paula Cristina Maria da Piedade". Seus padrinhos foram Roberto I, duque de Parma, e sua irmã, a princesa Margarida de Parma.

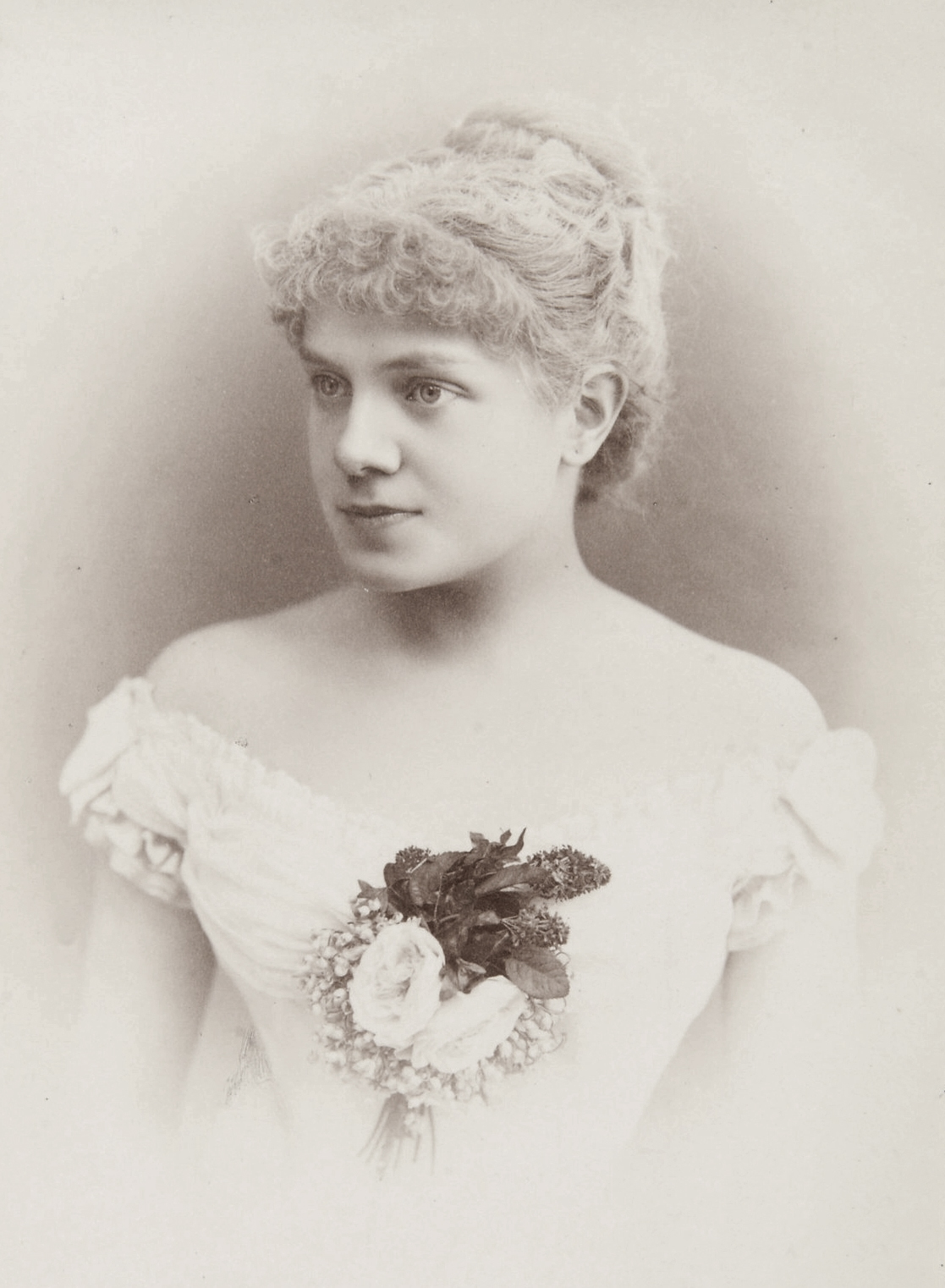
Eulália

Eulália parecia-se fisicamente com a sua mãe, uma vez que era loira e tinha olhos azuis, embora tivesse uma boa figura. O seu carácter era independente e rebelde, e chocava directamente com o da sua irmã mais velha, Isabel (La Chata), que discutia frequentemente com ela.
Recebeu a sua educação em Madrid até 1868, quando a sua mãe foi exilada devido à Revolução Gloriosa e, a partir de então, passou a ser educada em privado em Paris e, posteriormente, no Colégio do Sagrado Coração na capital francesa. Ele era fluente em francês, inglês, alemão e italiano. A jovem Eulália instalou-se, juntamente com a mãe e as irmãs Paz e Pilar, no Palácio de Castilha, situado na avenida Kléber de Paris.
Apesar do seu irmão Afonso XII ter ascendido ao trono espanhol em 1874, após a renuncia da sua mãe no ano anterior e a queda da Primeira República Espanhola, a infanta e as suas duas irmãs não puderam regressar a Espanha antes até 1876. Por outro lado, a sua irmã mais velha, Isabel (La Chata), pôde regressar a Madrid onde desempenhou as funções próprias de uma rainha consorte até ao casamento do rei. A sua mãe, a rainha Isabel II, continuou a residir permanentemente em Paris por insistência do governo espanhol, embora fizesse visitas esporádicas a Espanha. Aquando do retorno de Eulália à Espanha, ela mudou-se para El Escorial, depois para Sevilha e mais tarde para Madrid.

## Casamento

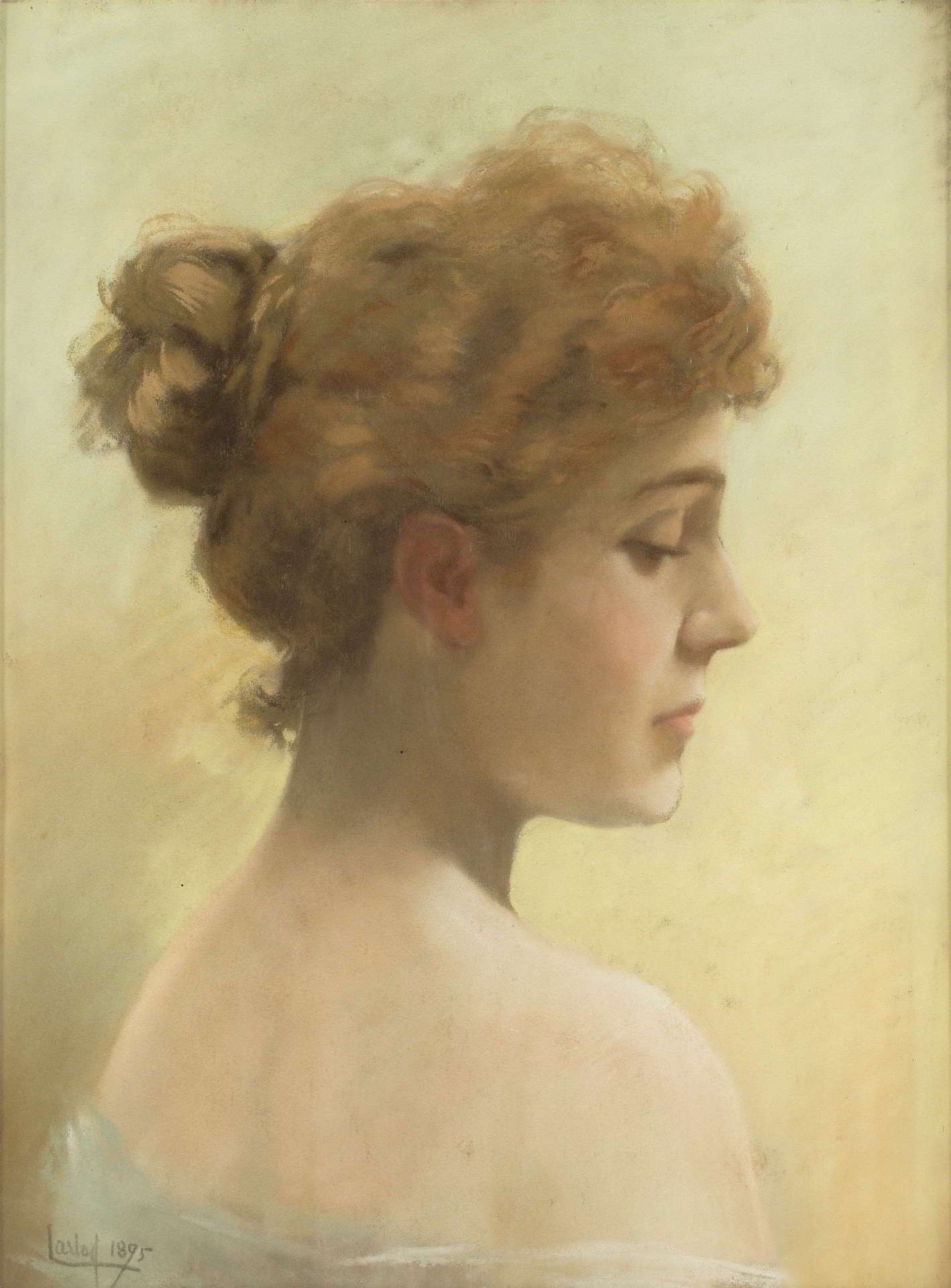
Eulália, pintada pelo rei D. Carlos I de Portugal em 1895

Aos 15 anos, Eulália apaixonou-se pelo arquiduque Carlos Estêvão da Áustria, irmão de sua cunhada, a rainha Maria Cristina. A certa altura, Eulália e o arquiduque beijaram-se, um comportamento não esperado de uma donzela na época e que comprometeu a possibilidade de um matrimónio. Em suas memórias, a infanta espanhola escreveu sobre o incidente:
| “ | Nos permitiram passear juntos pelo jardim, seguidos a poucos passos por uma dama de honra. Mas ao chegarmos à uma curva do parque, fomos capazes de enconder-nos entre os arbustos; momento que o arquiduque aproveitou para beijar-me. Quando voltamos ao palácio, corri animada para contar à Isabel ['La Chata']. Ela ficou sem fala e a dama de honra quase desmaiou. Declararam que eu havia cometido um pecado mortal. «Bem – respondi –, me alegro muito! Por fim cometi um pecado mortal! Pensei que nunca seria possível, devido a vigilância!» Elas pusseram-se como basiliscos e ordenaram-me que confessasse. Eu o fiz na manhã seguinte, desafiada, e tão animada que ergui minha voz e pude ser ouvida por todos que estavam próximos ao confessionário. Havia cometido um pecado mortal! Havia sido beijada por um arquiduque...! A partir de então, começaram os rumores que eu era coquete, uma reputação que me encantava: uma infanta de Espanha beijada aos quinze anos! Era quase um recorde. | ” |

Pensava-se nessa altura no matrimónio do então príncipe real D. Carlos de Portugal com Eulália. Portugal e Espanha sempre tiveram a tradição de casamentos reais. A família real espanhola tinha todo interesse em este casamento para assegurá-la no trono, recentemente reconquistado pelos Bourbon. A rainha D. Maria Pia e D. Luís I tinham interesse em apagar a memória da candidatura de Leopoldo de Hohenzollern e o reinado Amadeu I de Saboia em Espanha em 1870 e fazer as pazes com os Bourbon. Mas a infanta espanhola não quis casar com D. Carlos, causando escândalo ao interessar-se por um dos membros da comitiva de Sua Majestade, mais especificamente o Secretário da Legação Portuguesa. Apesar do projeto fracassado de matrimónio, Eulália e Carlos permaneceram amigos por toda a vida.

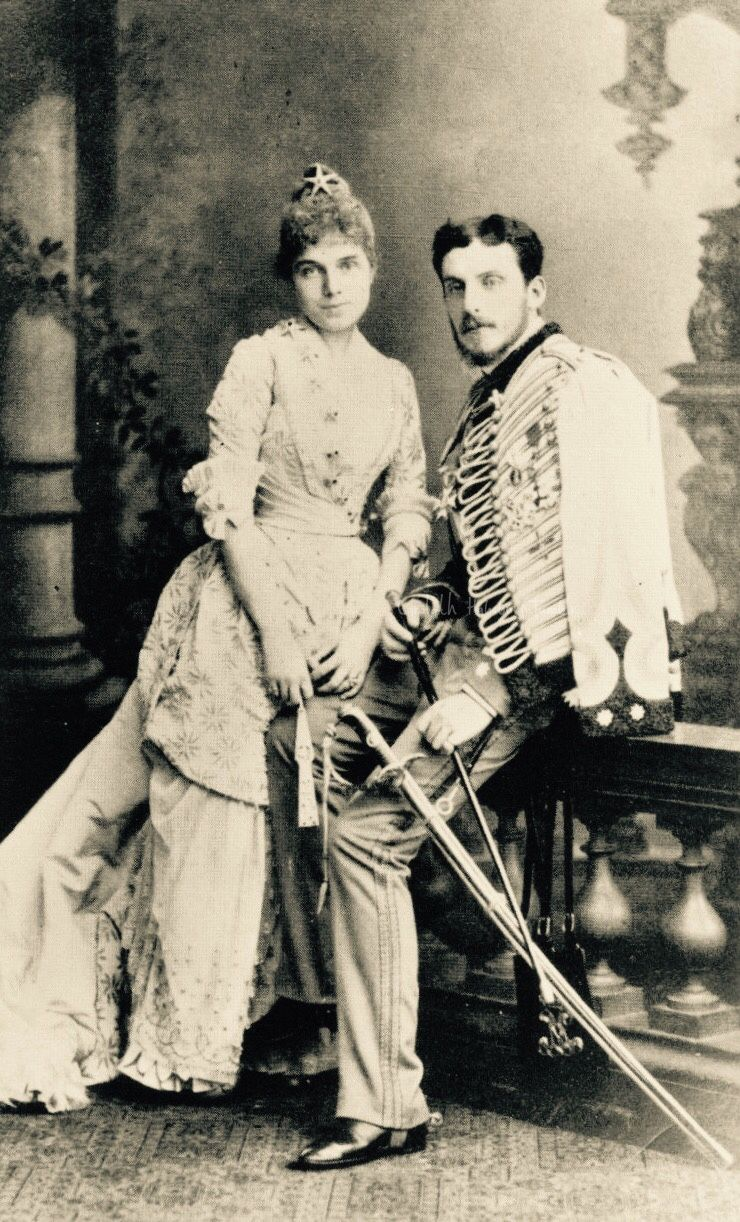
Eulália e António

Após a morte de seu irmão, Afonso XII, Eulália era a única de suas irmãs que ainda permaneceia solteira (Isabel era viúva e não queria se casar novamente, e Paz era casada com seu primo, o príncipe Luís Fernando da Baviera; e a infanta Pilar havia morrido repentinamente em 1879). Como parte de uma promessa que fizera ao falecido rei, a infanta casou-se contra a sua vontade e por razões de estado, em 6 de março de 1886 em Madrid com seu primo, António de Orleães e Bourbon, futuro duque da Galliera, filho de António de Orleães, duque de Montpensier e da infanta Luísa Fernanda de Espanha, e neto do rei Luís Filipe I de França.
O casal teve três filhos:
1. Afonso, duque da Galliera (12 de novembro de 1886 – 6 de agosto de 1975), casou-se com a princesa Beatriz de Saxe-Coburgo-Gota, com descendência;
2. Luís Fernando, infante de Espanha (5 de novembro de 1888 – 20 de junho de 1945), casou-se com Marie Say, princesa-viúva de Broglie, sem descendência;
3. Roberta, infanta de Espanha (12 de março de 1890), natimorta.[17]

O matrimónio de Eulália e António foi infeliz e não demorou até se desfazer. Após o nascimento dos filhos, o casal passou a viver separadamente. António escreveu a cunhada, a rainha Maria Cristina, que Eulália havia lhe dito que o via apenas como primo e não poderia amá-lo, bem como reclamou de uma viagem da infanta a Paris para realizar um aborto clandestino de seu amante, o conde George Jametel.
Em 1911, ela se separou legalmente do marido, sendo este o primeiro divórcio na família real espanhola. No mesmo ano de seu divórcio, ela publicou seu livro Au fil de la vie em Paris, que a imprensa conservadora espanhola descreveu como "imoral", "escandaloso" e "um ataque à religião, à monarquia, aos bons costumes e à ordem estabelecida". Ao passo que a infanta recebeu elogios dos círculos liberais e socialistas, o rompimento com o sobrinho, o rei Afonso XIII, tornou-se inevitável. O livro tratava do socialismo e da classe trabalhadora, defendia a dignidade da mulher e o divórcio. Afonso XIII então, por ordem real, proibiu sua entrada na Espanha.

## Viagem à América
Em 1893, a rainha regente Maria Cristina pediu-lhe que representasse a coroa espanhola numa viagem oficial a Cuba, Porto Rico e Estados Unidos (Washington DC, Nova Iorque e Chicago). A viagem durou, no total, oitenta dias, e foi um triunfo pessoal para a infanta. O seu notável savoir faire conquistou o coração das gentes daquelas terras. Por outro lado, a sua inteligência e grande poder de observação fizeram com que compreendesse a inevitável perda das últimas colónias espanholas na América e a iminente guerra cubana.

## Anos posteriores

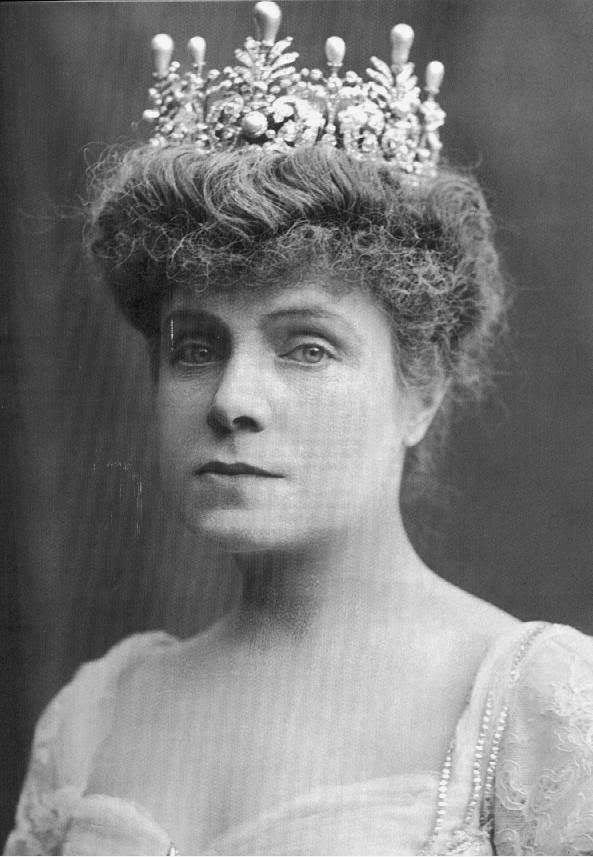
Eulália

Eulália gostava de viajar e durante um tempo esteve a viver em Paris, numa residência para senhoras que pertencia à mãe, já que não podia manter uma casa sua. Durante as suas viagens pela Europa travou amizade com o rei Carlos I de Portugal (no livro "La Infanta Republicana", o autor José María Zavala sugere que eram amantes), o czar Nicolau II da Rússia e o kaiser Guilherme II da Alemanha de quem ficou muito amiga.[carece de fontes?]
Depois de obter controlo sobre o seu dinheiro e pôde evitar as desforras do seu ex-marido que gastou uma enorme fortunas durante a duração do casamento, a infanta passou os seus últimos anos numa villa em Irún, onde viria a falecer em 1958 em plena ditadura militar franquista. Em 1942, o Francisco Franco deu-lhe um carro e um motorista. Eulália está sepultada no Panteão de Infantes do Mosteiro de São Lourenço em El Escorial.

## Publicações
Eulália foi também autora de um livro intitulado "Au Fil de la Vie", publicado em 1911 em França com o pseudónimo de 'condessa de Avila', que foi proibido em Espanha por ordem do seu sobrinho, o rei Afonso XIII, por ser uma obra de carácter feminista e demasiado modernista. A infanta também publicou um livro de memórias nos anos 30. Antes, em 1915, publicou em Inglaterra "Court Life From Within",